# Comuna Kozakivka, Bolehiv
Kozakivka (în ucraineană Козаківка) este o comună în orașul regional Bolehiv, regiunea Ivano-Frankivsk, Ucraina, formată din satele Kozakivka (reședința) și Sukil.

## Demografie
Componența lingvistică a comunei Kozakivka
     Ucraineană (99,72%)
     Alte limbi (0,14%)
Conform recensământului din 2001, majoritatea populației comunei Kozakivka era vorbitoare de ucraineană (99,72%), existând în minoritate și vorbitori de alte limbi.